# 仙府站
仙府站（：／ Seonbu yeok */?）是首都圈電鐵西海線沿線的一座地下車站，位於韓國京畿道安山市檀園區仙府洞，韓語副站名為「韓陶醫院」（한도병원）。未來廣域鐵道新安山線通車後，本站將成為兩線共線區間的沿線車站。

## 車站結構
站體為2面2線側式月台的地下車站，候車月台設有月台幕門，並有5處出口。

### 月台配置
| ↑ 達美 |
| \| 下  |
| 草芝 ↓ |

| 月台 | 路線              | 目的地             |
| ---- | ----------------- | ------------------ |
| 上行 | ●首都圈電鐵西海線 | 始興市廳、素砂方向 |
| 下行 | ●首都圈電鐵西海線 | 元時方向           |

## 歷史
- 2018年6月16日：落成啟用。

## 車站周邊
- 安山市勞工綜合福祉館
- 安山稅務署
- 仙一中學
- 元一中學
- 元谷中學
- 安山江西高校
- 仙府派出所
- 仙府119消防安全中心
- Home plus（朝鲜语：홈플러스）安山仙府店
- 韓陶醫院

## 圖片

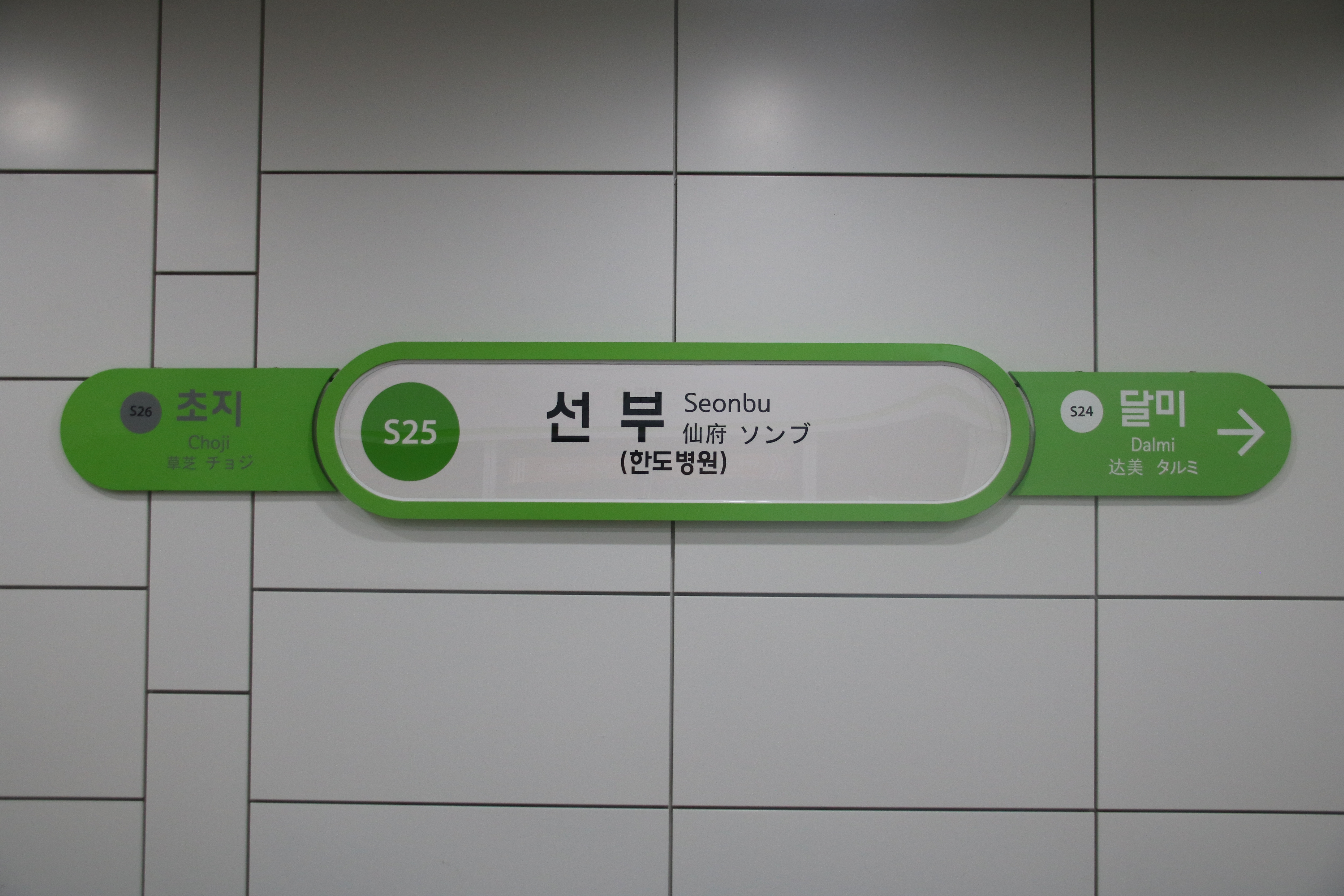
站名牌
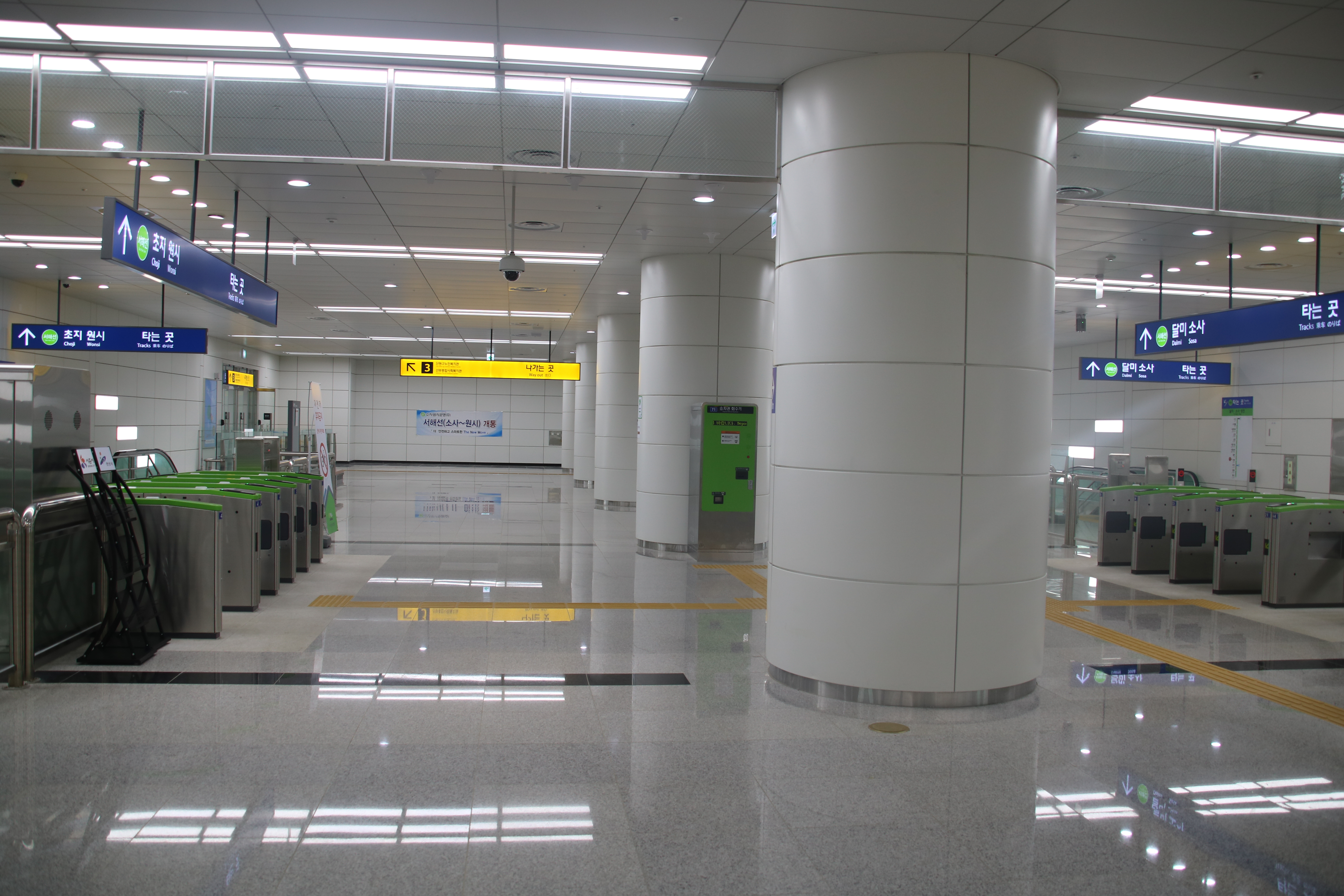
剪票閘口
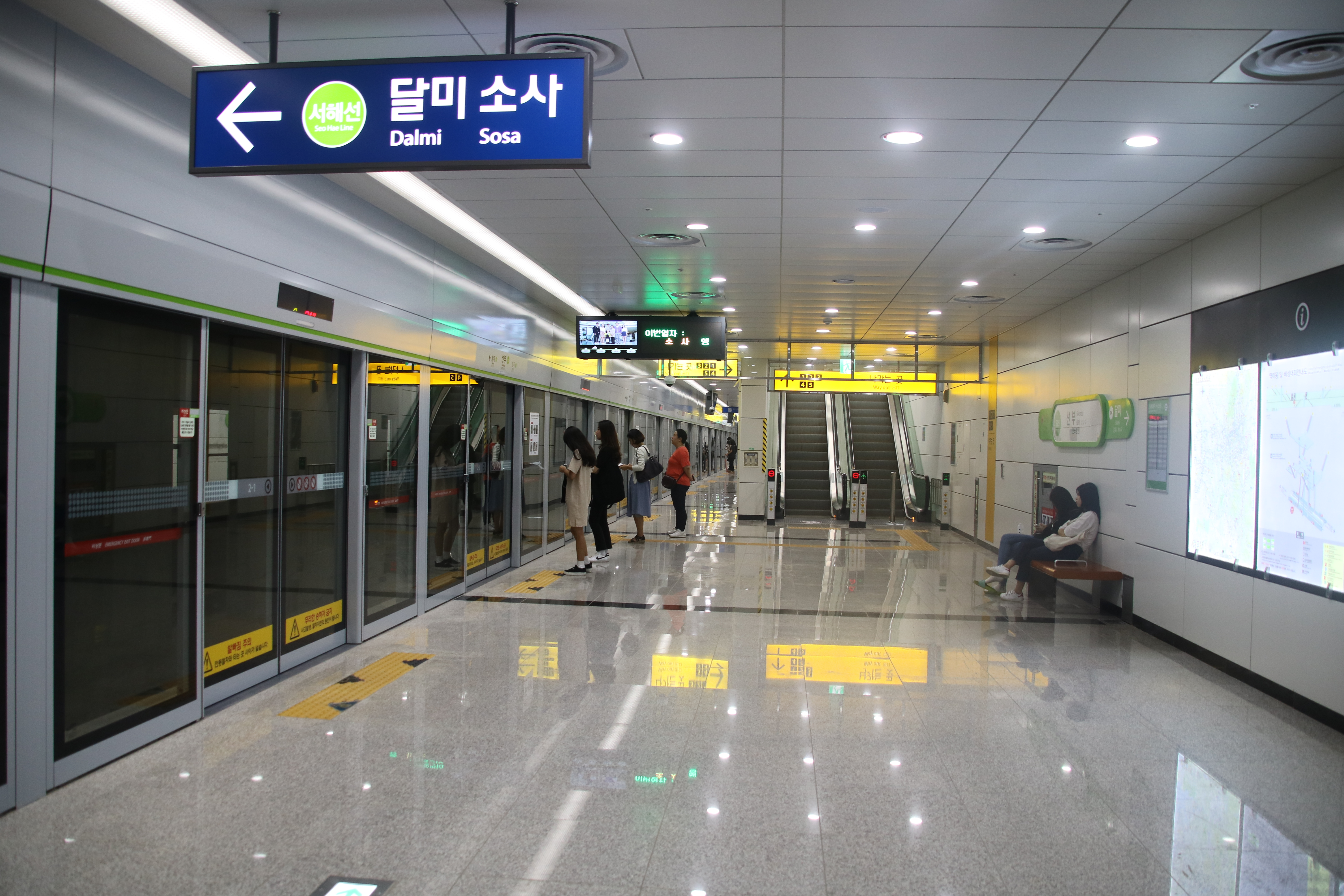
候車月台
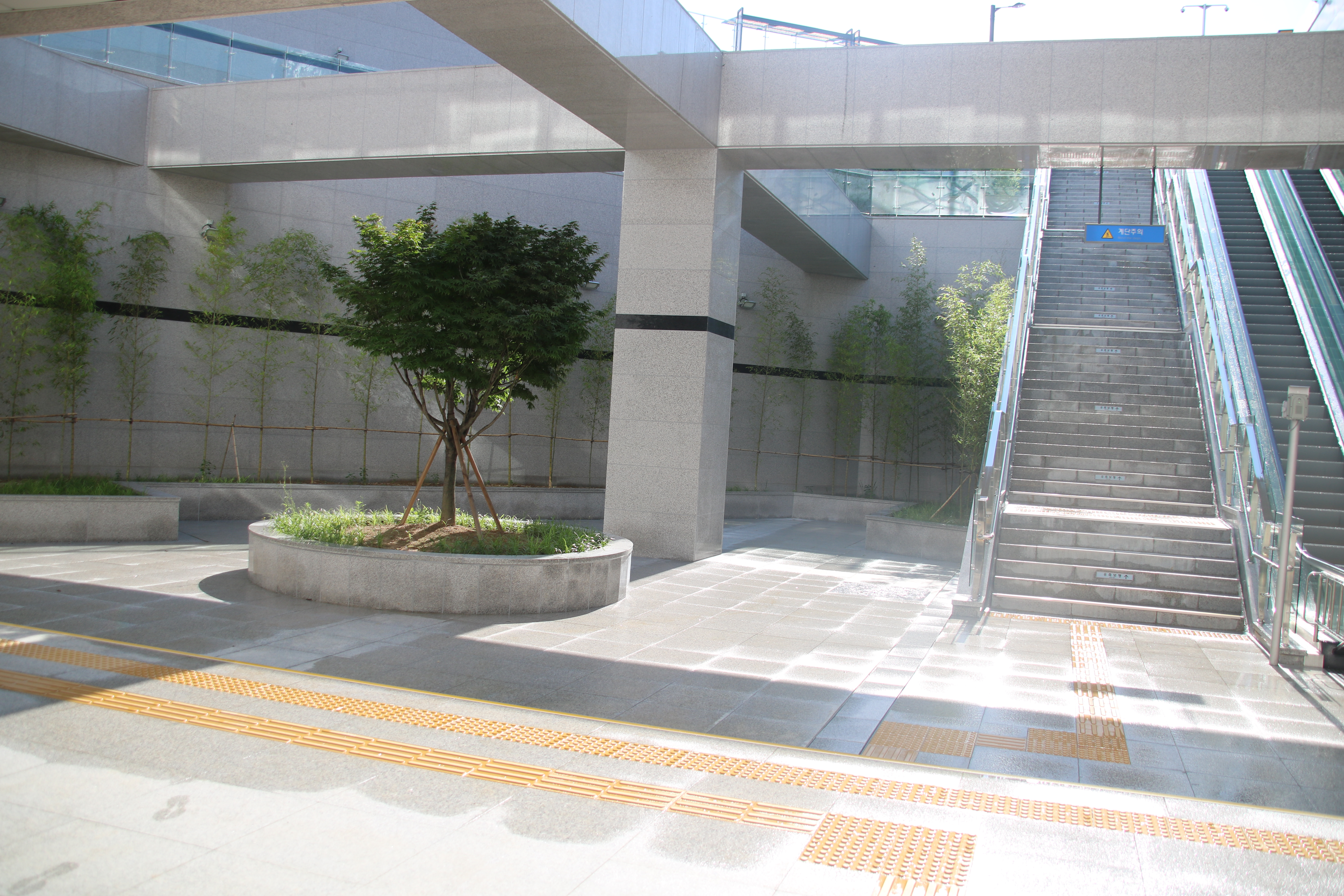
車站一隅
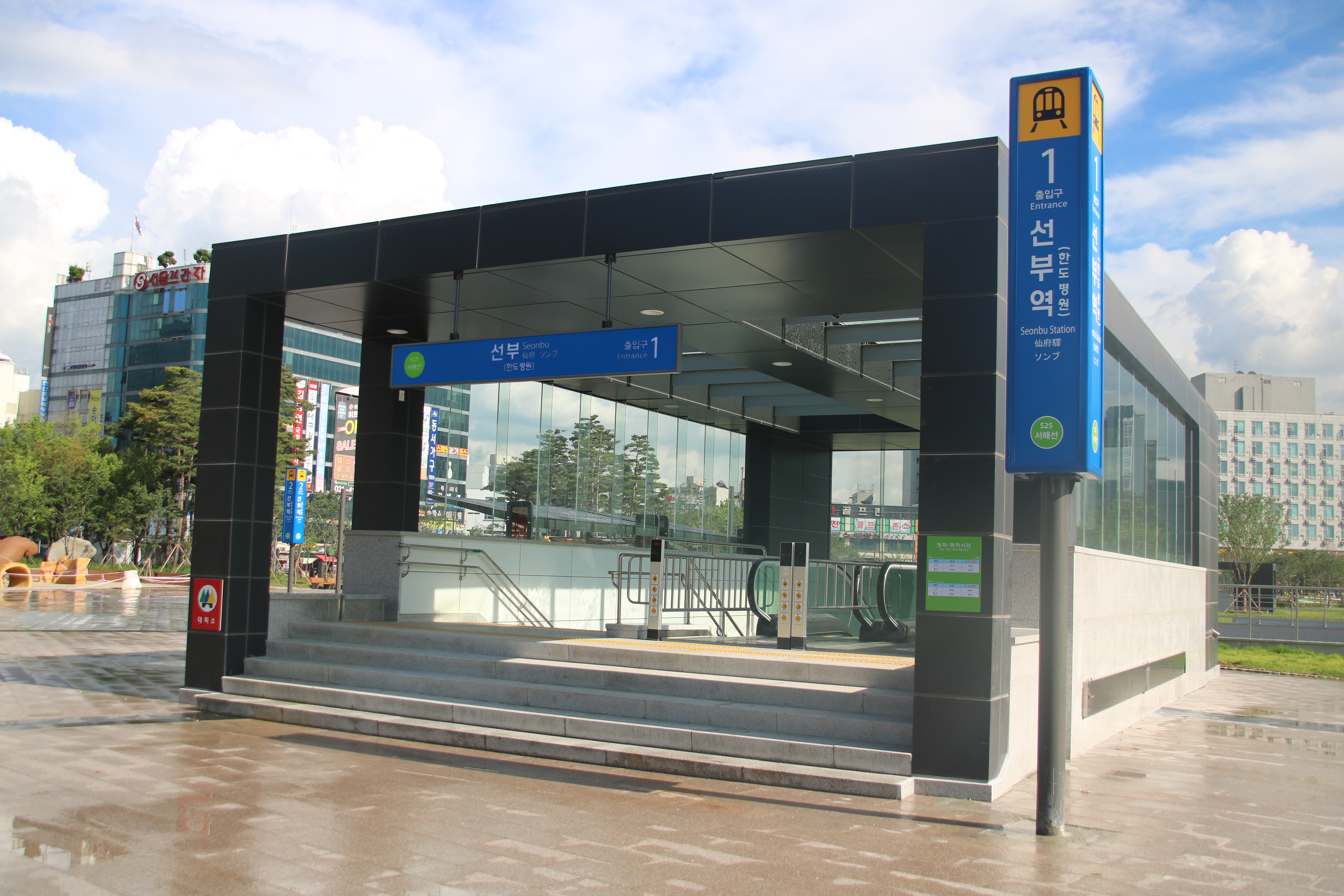
1號出口
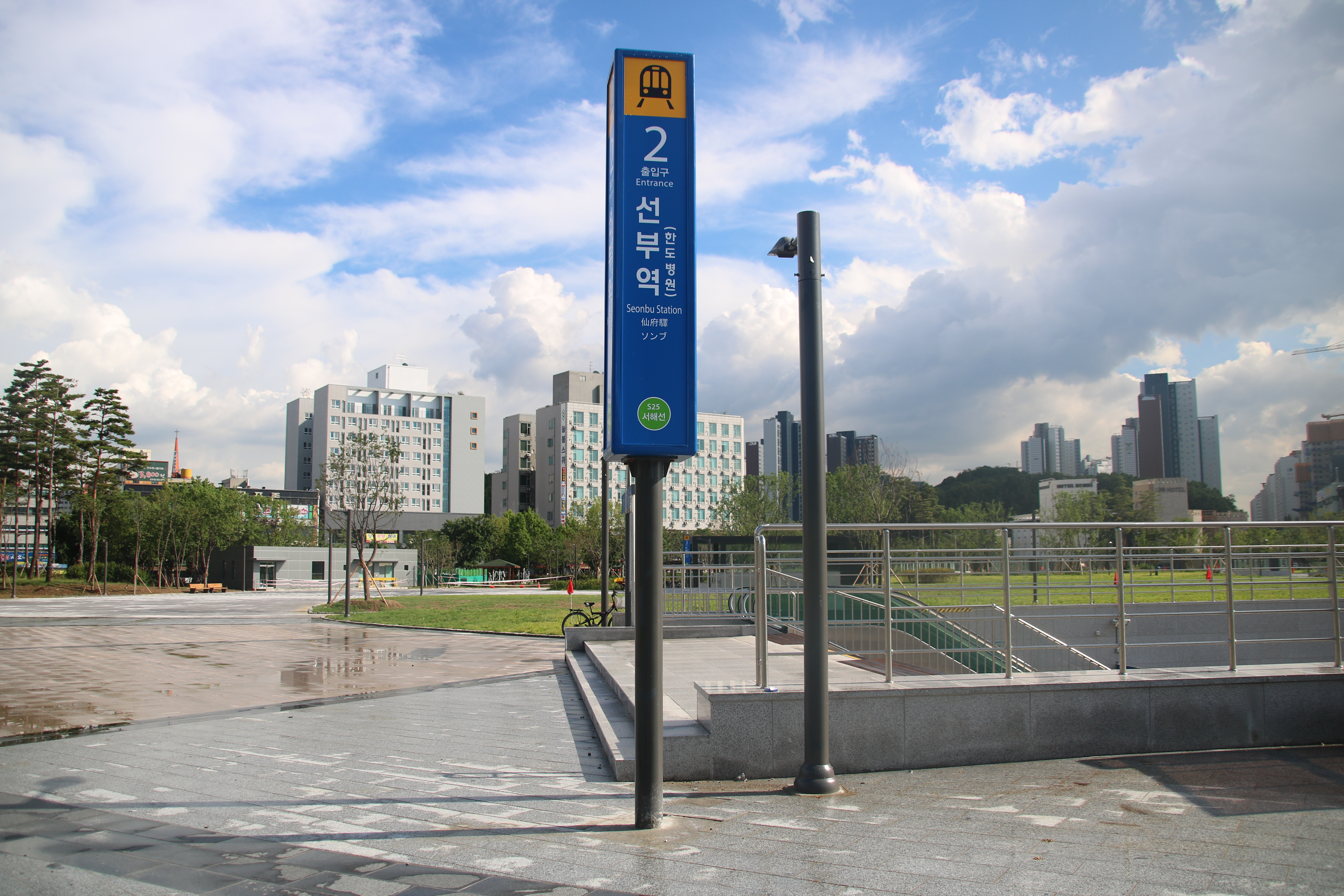
2號出口
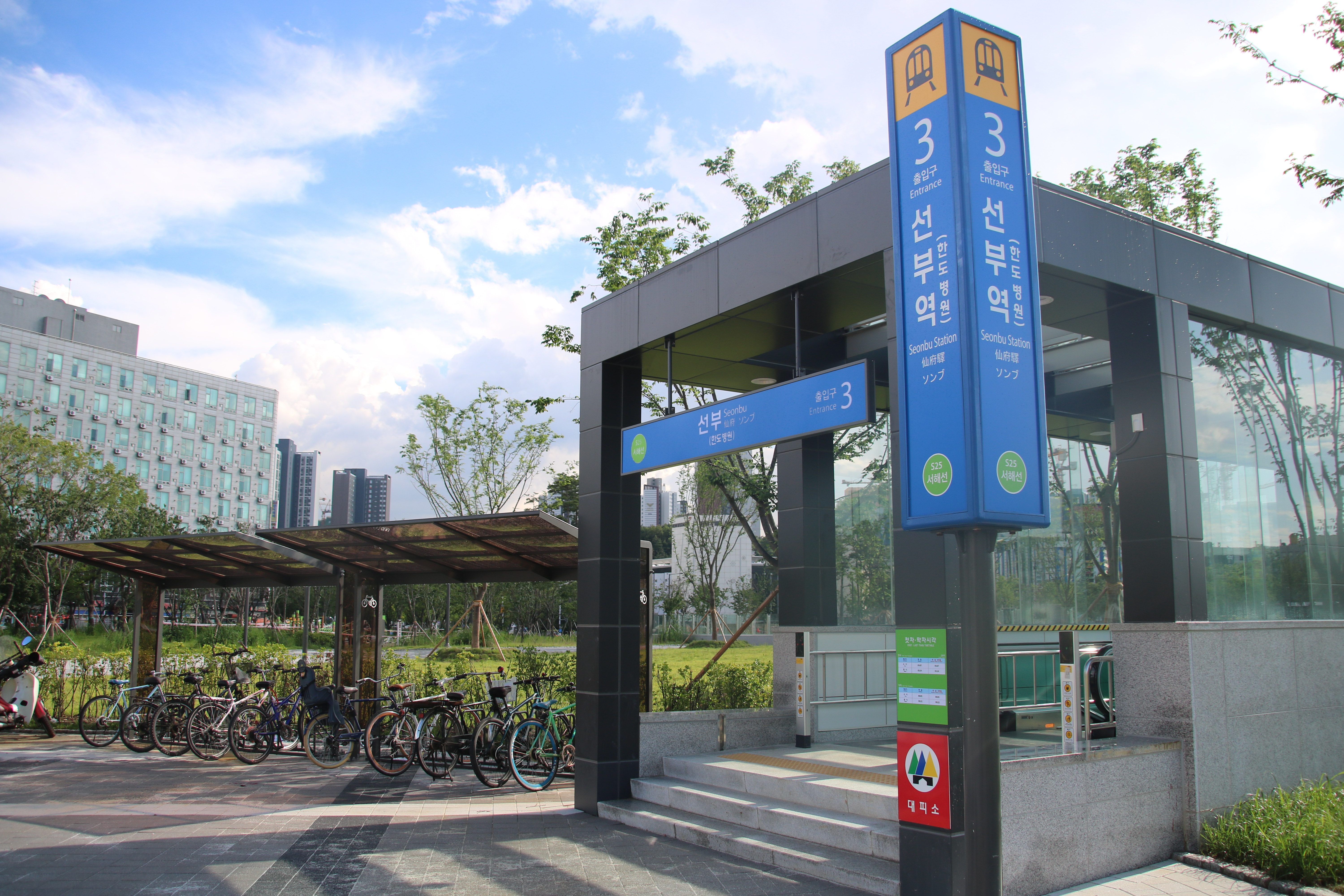
3號出口
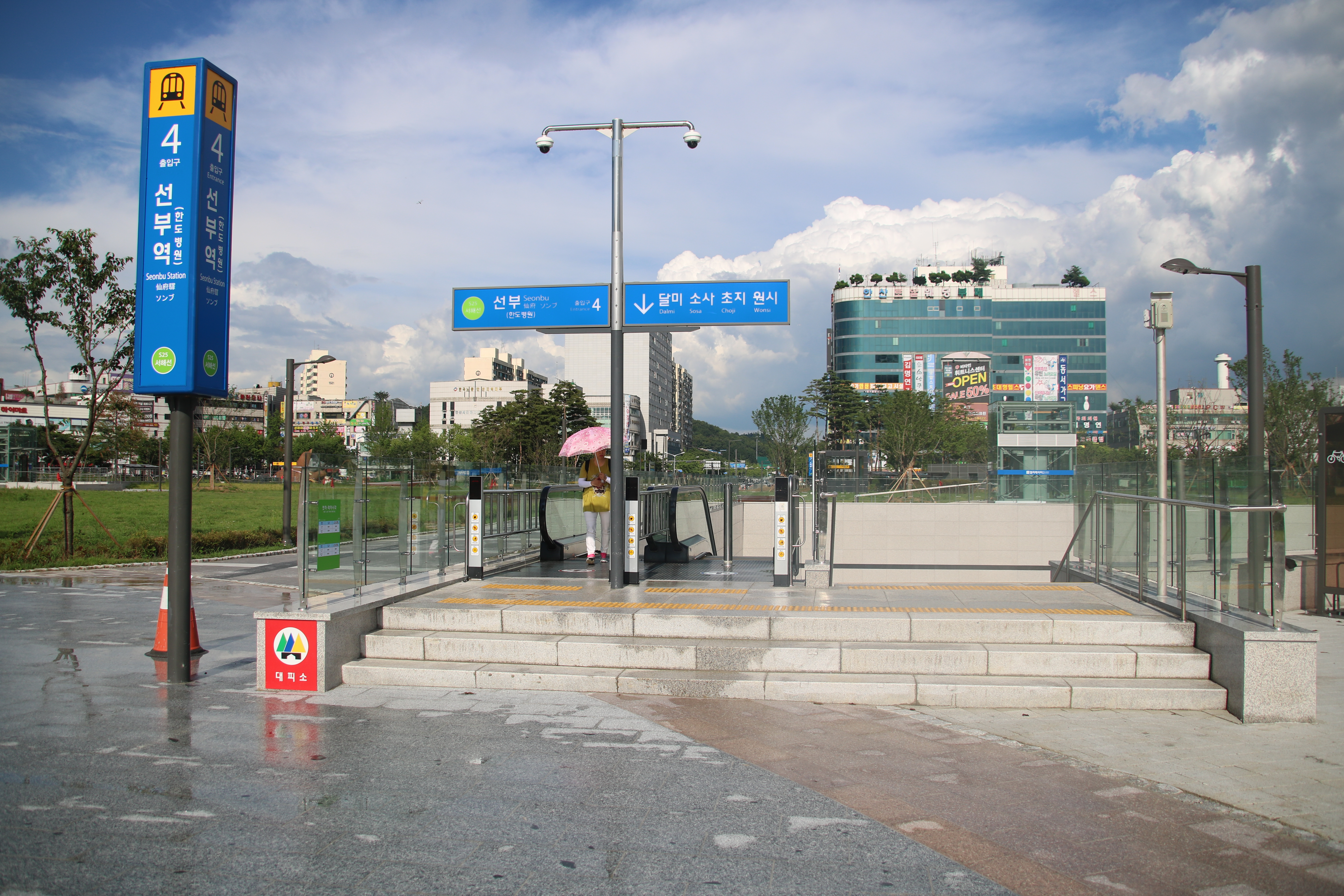
4號出口

## 相鄰車站
韓國鐵道公社
●首都圈電鐵西海線
達美（S24）－仙府（S25）－草芝（S26）